# 上級大将 (東ドイツ)

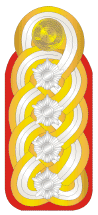
NVA上級大将の肩章

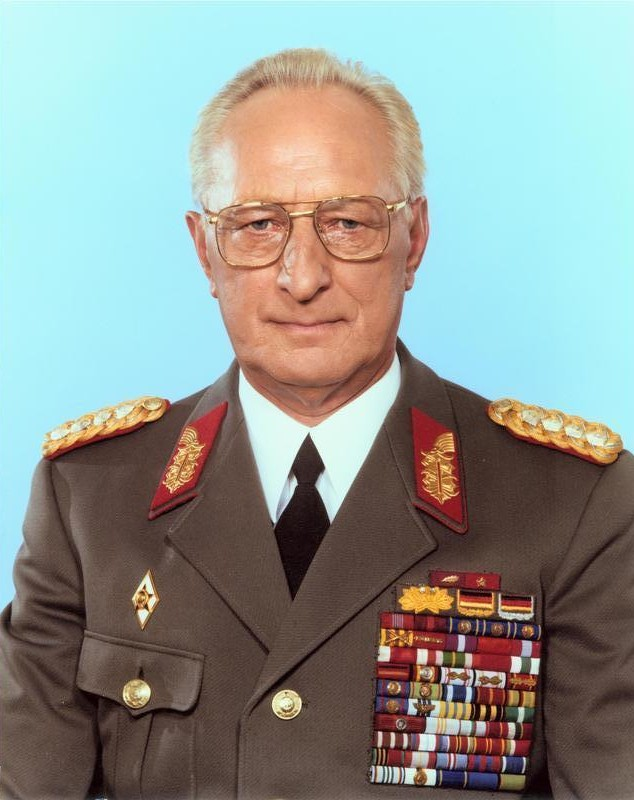
ハインツ・ケスラー 空軍上級大将・国防相(1988年)

上級大将（じょうきゅうたいしょう、ドイツ語: Armeegeneral）は、ドイツ民主共和国国家人民軍および国家保安省等の法執行機関における事実上の最高位階級である。国家人民軍最高位階級たる共和国元帥は、いずれの者にも授与されることはなかった。国家人民軍の中でも海軍においての上級大将に相当する階級はFlottenadmiralであるが、こちらは海軍元帥と訳されることが多い。
旧ドイツ国防軍において上級大将を意味したGeneralobestは、国家人民軍および国家保安省等においては大将に相当する地位に格下げされているので、注意が必要である（この代償として、Generalの地位は廃止されている）。
上級大将の階級章は、すでに旧ドイツ軍において導入された肩章を基本としつつ、 一列に配された四ツ星を含んでいた。
上級大将は、共和国国防相並びに国家保安相の階級とされ、さらに1984年以降は内務相兼ドイツ人民警察長官の階級とされた。
社会主義諸国の陸軍における階級構成は、ソビエト連邦軍をモデルに導入された。このため「上級大将」の階級は、ポーランド、チェコスロバキア、その他多くの国家に存在した。 
ドイツ連邦軍におけるこれと同等の階級は、大将 (General) である。

## 国家人民軍(NVA)上級大将
- ヴィリー・シュトフ（国防相、国家評議会議長、閣僚評議会議長（首相））
- カール＝ハインツ・ホフマン（国防相）
- ハインツ・ケスラー（国防相）

## 人民軍以外の上級大将
- エーリッヒ・ミールケ（国家保安相）
- フリードリヒ・ディッケル（内相兼ドイツ人民警察長官）